# Campomanesia xanthocarpa
Campomanesia xanthocarpa är en myrtenväxtart som först beskrevs av Carl Friedrich Philipp von Martius, och fick sitt nu gällande namn av Otto Karl Berg. Campomanesia xanthocarpa ingår i släktet Campomanesia och familjen myrtenväxter.

## Underarter
Arten delas in i följande underarter:
- C. x. littoralis
- C. x. xanthocarpa